# Compagnies Ganz
Les Compagnies Ganz (hongrois : Ganz vállalatok) étaient une manufacture hongroise de l'industrie du transport fondée en 1845 par Ábrahám Ganz. Cette société est connue pour sa production de tramways, de bus et de trains, mais également de bateaux (Ganz Danubius), de structures en acier pour les ponts (Ganz Acélszerkezet), d'équipements de haute tension (Ganz Transelektro). Des ingénieurs reconnus ont été employés par la société, à l'instar de Kálmán Kandó et d'Ottó Bláthy.
Le premier turbopropulseur au monde, le Jendrassik Cs-1, a également été développé par Ganz sans toutefois atteindre la phase de production en série.